# Ossoides lineatus
Ossoides lineatus är en insektsart som beskrevs av Bierman 1910. Ossoides lineatus ingår i släktet Ossoides och familjen Tropiduchidae. Inga underarter finns listade i Catalogue of Life.